# Prosper Dekeukeleire

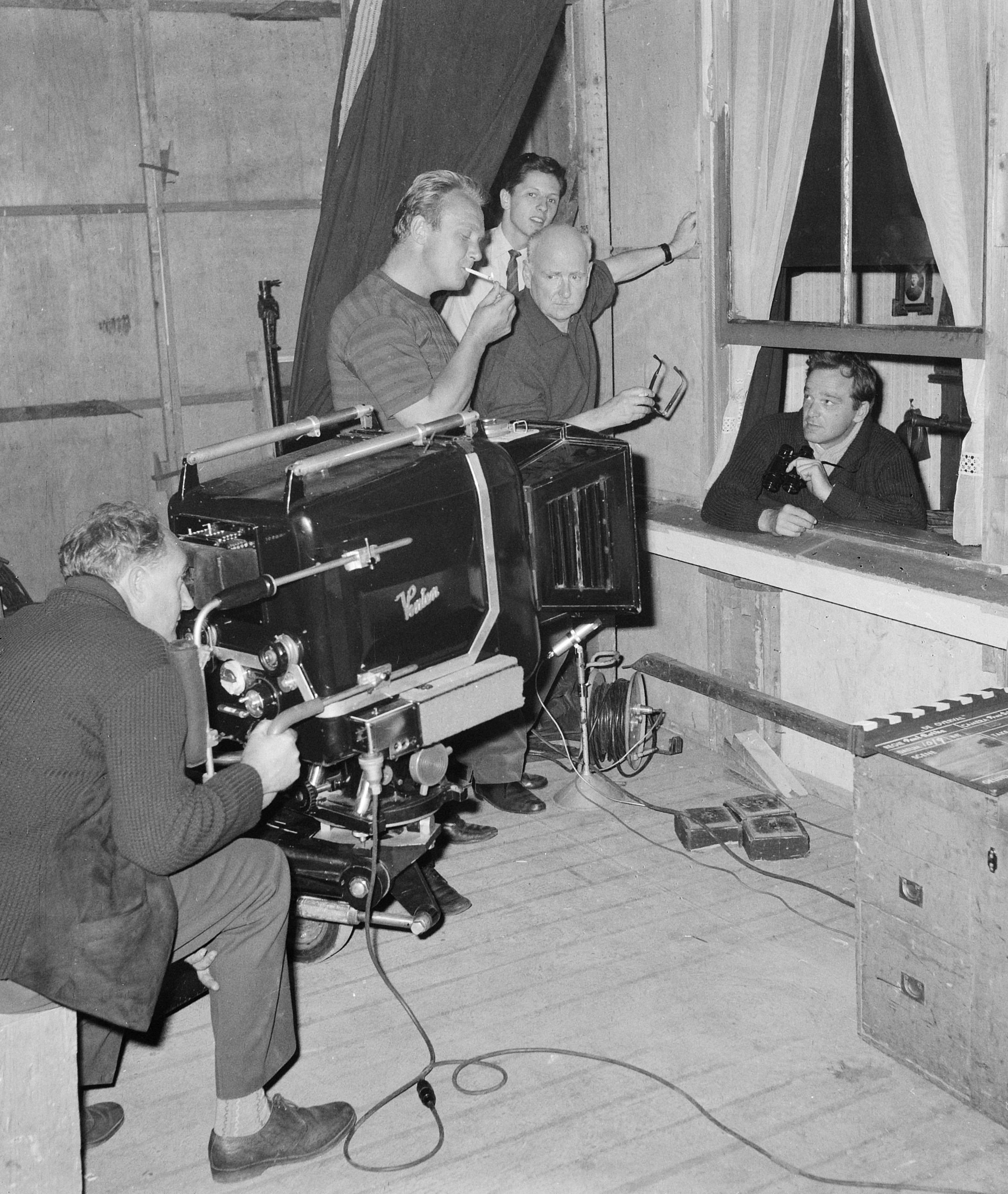
Tijdens de opnamen voor de speelfilm De Overval; van links naar rechts: Prosper Dekeukeleire, Kees Brusse, Paul Rotha, Jan Blaaser (in het raam)

Prosper Benedictus Franciscus Dekeukeleire (Amsterdam, 18 september 1917 – Hilversum, 2 november 1988), ook wel Prosper de Keukelaire, was een Nederlandse cameraman die verscheidene Nederlandse films op zijn naam heeft gezet. 

## Loopbaan
Zijn loopbaan begon medio jaren dertig bij de Cinetone Studio's. Van 1936 tot 1949 was hij assistent-cameraman, waarna hij zelfstandig cameraman werd. Hij werkte onder meer voor de regisseurs Max de Haas, Ytsen Brusse, Gerard Rutten, Herman van der Horst en Bert Haanstra. Hij was in 1955 docent bij het Nederlands Filminstituut.
Hij werkte in verschillende genres: korte films, speelfilms, voorlichtingsfilms en bedrijfsfilms. Al dan niet in opdracht vervaardigde hij documentaires voor regisseurs Max de Haas, George Sluizer en Bert Haanstra.
Prosper Dekeukeleire overleed in 1988 op 71-jarige leeftijd. Op de 71e editie van het Festival de Cannes in 2018 werden drie korte films van Dekeukeleire ingezonden: Maskerage, Opsporing van aardolie en Dagen mijner jaren.

## Oeuvre

### Speelfilms
- Morgen gaat het beter! (1939)
- Niet tevergeefs (1948)
- Een koninkrijk voor een huis! (1949)
- Vijftig jaren (1948)
- TT Assen 1954 (1954)
- Ciske de Rat (1955)
- Het wonderlijke Leven van Willem Parel (1955)
- De Vliegende Hollander (1957)
- De zaak M.P. (1960)
- De Overval (1962)
- Plantage Tamarinde (1964)
- Toccata (1968)

### Korte films
- Masquerage (1952)
- Oase (1957)
- Amsterdam, stad aan het water (1957)
- Dagen mijner jaren (1960)
- BT-13-75

### Documentaires
- Rubber (1936)
- In eigen handen (1950)
- Herwonnen levenskracht (1952)
- Nederlandse beeldhouwkunst tijdens de late Middeleeuwen (1951)
- Hij, zij en een wereldhaven (1952)
- De opsporing van Aardolie (1954)
- Het olieveld (1954)
- De verkenningsboring (1954)
- Ontstaan en Vergaan (1954)
- God Shiva (1955)
- De lage landen (1961)
- The European Economic Community (1963)
- How does television work? (1966)
- Water, Wheels and Wings
- Chimneys behind the Dykes

### Bedrijfsfilms
- Profiel van een industrie (1962)
- Philips: een industrie

### Voorlichtingsfilms
- De doeken van de oude meesters (1949)
- Horn of Plenty
- Brandpreventie (1972)

### Promotiefilms
- Holland - Terra Fertilis
- Holland - Terra Culinaris
- Holland Today
- Marine Spots - Pocket B
- Big talk about a small town (1969)